# Frits Schür
Frits Schür (né le 22 juillet 1950 à Zuidlaarderveen) est un coureur cycliste néerlandais. Deuxième du championnat du monde du contre-la-montre par équipes en 1971, il a remporté l'Olympia's Tour en 1970 et 1972. Il a participé à la course sur route des Jeux olympiques de 1976. Il accomplit toute sa carrière dans les rangs « amateurs » : il est un des piliers de l'équipe nationale des Pays-Bas, disputant de très nombreuses courses à étapes. Dans son pays il participe des multiples fois au Tour des Pays-Bas, où il se classe régulièrement dans les meilleurs. 

## Palmarès
- 1970
  - Olympia's Tour
- 1971
  -  Médaillé d'argent du championnat du monde du contre-la-montre par équipes
- 1972
  - Olympia's Tour
  - Tour d'Algérie
- 1973
  - 3e de l'Omloop der Kempen
- 1974
  - 4e de la Course de la Paix
  - 4e du Championnat du monde du contre-la-montre par équipes
- 1975
  - 2e du Tour du Limbourg
  - 3e de l'Olympia's Tour
  - 3e du Tour de Rhénanie-Palatinat
- 1976
  - 10e et 13e étapes de la Course de la Paix
  - 3e du Tour de Rhénanie-Palatinat
- 1977
  - 1re étape de l'Olympia's Tour
  - Tour d'Overijssel
  - 3e du Ronde van Midden-Nederland
- 1978
  - 2e du Tour de Hollande-Septentrionale
  - 2e du Ronde van Midden-Nederland
- 1979
  - Tour de Gendringen
- 1980
  - 2e du Tour de Groningue
  - 2e du Tour de Hollande-Septentrionale
- 1981
  - 3e du Tour de Groningue
- 1983
  - 2e du Tour de Normandie
- 1984
  - Ronde van Zuid-Holland

## Classements

### Courses à étapes européennes
- Course de la Paix : 4e en 1974; 28e en 1976
- Tour de l'Avenir : 20e en 1971; 20e et victoire au classement par équipes en 1972; 20e en 1974
- Tour d'Autriche : 6e en 1970; 6e en 1971
- Grand Prix Tell : 6e en 1975

### Olympia's Tour
- 1970 : 1er
- 1971 : 6e
- 1972 : 1er
- 1973 : 4e
- 1974 : 4e
- 1975 : 3e
- 1976 : 7e
- 1977 : 6e
- 1978 : 8e
- 1979 : 11e
- 1980 : 10e
- 1981 : 10e
- 1982 : 9e